# Исламский университет Медины
Исла́мский университе́т Меди́ны (араб. الجامعة الإسلامية بالمدينة المنورة‎‎) — один из самых крупных и престижных исламских университетов, расположенный в городе Медина в Саудовской Аравии.
Основан 6 сентября 1961 года (25 раби аль-авваль 1381 года хиджры) в Медине указом короля Саудовской Аравии под № 11. Занятия в университете начались 11 ноября того же года. В университете обучаются 16 тыс. студентов и работают 1434 члена факультета (2017). В отличие от других исламских университетов, включивших в свою программу светские предметы, в университете Медины обучают исключительно религиозным наукам: корановедению, правоведению (фикх), хадисоведению, призыву и основам религии, арабскому языку.
Для не владеющих арабским языком, в университете имеются двухгодичные подготовительные курсы по изучению языка. Обучение длится 4 года. После окончания университета студенту присваивается звание бакалавра. Выпускникам предоставляется возможность дальнейшего обучения для получения степеней магистра исламских наук и доктора исламских наук.
Студентам выплачивается государственная стипендия. Они обеспечены бесплатным жильём; выдаются авиабилеты для поездки домой. Каждый студент имеет право 1 раз совершить паломничество (хадж) в Мекку за счёт университета. Ежедневно после предвечерней молитвы (аср), а также в пятницу с территории университета отъезжают бесплатные автобусы, которые отвозят студентов в Мечеть Пророка. После ночной молитвы (иша) студентов отвозят обратно в университет.